# Leptomyrina makala
Leptomyrina makala är en fjärilsart som beskrevs av Bethune-Baker 1908. Leptomyrina makala ingår i släktet Leptomyrina och familjen juvelvingar. Inga underarter finns listade i Catalogue of Life.

## Bildgalleri

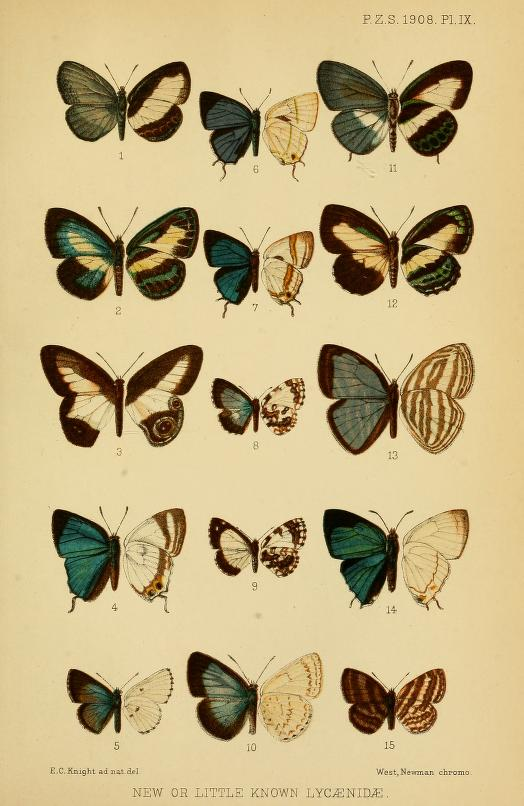